# 매지스트레이트
매지스트레이트(영어: magistrate)는 서양 나라들의 행정체계에서, 행정권과 사법권을 한 몸에 갖고 있는 행정공무원이다. 고대 로마에서 마지스트라투스(라틴어: magistratus)는 최고위 관료 중 한 명으로 행정권과 사법권을 모두 갖고 있었다. 쉽게 말해 사또다.
중국과 같은 세계의 다른 지역에서는 매지스트레이트가 특정 지역의 행정을 담당하는 사람에게 적용되는 단어이다. 오늘날 일부 관할권에서는 매지스트레이트가 하급 법원에서 사건을 심리하고 일반적으로 사소하거나 예비적인 문제를 다루는 사법관이다. 다른 관할권(예: 잉글랜드 및 웨일스)에서 매지스트레이트는 일반적으로 해당 지역의 형사 및 민사 문제를 처리하도록 임명된 훈련받은 자원봉사자이다.

## 같이 보기
- 로그마드
- 마지스트라투스
- 치안 판사